# Orden des weißen Kreuzes
Der Orden des weißen Kreuzes war ein Verdienstorden in der Toskana. Gestiftet wurde er vom Großherzog der Toskana und Erzherzog von Österreich Ferdinand III.. Das Stiftungsjahr war 1814. Anlass war die Wiedererlangung der Macht über das 1801 verloren gegangene Großherzogtum Toskana. Der Ritterorden war bis in das Königreich Italien von Bedeutung. Dieser Orden wurde auch als Kreuz der Treue bezeichnet.

## Ordensdekoration
Die Ordensdekoration bestand aus einem weißen Kreuz, das namensgebend war. Es war ein silbernes achtspitziges Kreuz (Malteserkreuz ähnlich) mit acht Kugeln besteckte Spitzen und silbernen Lilien in den Winkeln.

## Ehrenzeichen
Zwei Jahre später stiftete Ferdinand III. noch ein Ehrenzeichen, das an verdiente Personen als „Tugendpreis“ für verdienstvolle Taten verliehen wurde. Die Auszeichnung war eine goldene Medaille.

## Einzelnachweis
1. ↑   Ordensbuch sämtlicher in Europa blühender und erloschener Orden und Ehrenzeichen..., Gustav Adolph Ackermann, Verlag Rudolf & Dieterici, Annaberg 1855, Seite 186